# Zorats Karer
Zorats Karer (en arménien Զորաց Քարեր), aussi appelé Karahunj (Քարահունջ, « voix des pierres »), est un site mégalithique de la région de Syunik, en Arménie, situé à 3 km au nord de Sissian.

## Description
Zorats Karer est un ensemble de centaines de pierres verticales alignées sur un terrain de 3 ha, à 1 770 m d’altitude. Toutes les pierres du monument sont en basalte et certaines ont des trous.

## Interprétation
Le site serait un ancien observatoire destiné à suivre les mouvements des astres et à mesurer le temps. Karahunj a été comparé à Stonehenge, Carnac et Newgrange, qui ont aussi été interprétés comme des observatoires et de possibles lieux de culte du soleil.